# Teraschema menalcas
Teraschema menalcas är en skalbaggsart som beskrevs av Thomson 1860. Teraschema menalcas ingår i släktet Teraschema och familjen långhorningar.
Artens utbredningsområde är Madagaskar. Inga underarter finns listade i Catalogue of Life.